# Смирнов, Александр Иванович (биохимик)
Алекса́ндр Ива́нович Смирно́в (1888—1945) — советский физиолог растений, биохимик, член-корреспондент Академии наук СССР (1943).

## Биография
Родился в Москве в 1888 году. В 1911 году окончил Московский университет, в 1914 году — Петровскую сельскохозяйственную академию, где и работал в агрохимической лаборатории Д. Н. Прянишникова. В 1924—1934 годах работал в Краснодаре, был профессором кафедры физиологии растений Кубанского сельскохозяйственного института, в то же время был заведующим отдела сырьевой обработки табака Всесоюзного института табачной промышленности. В 1934 году вернулся в Москву, работал в Научном институте по удобрениям и инсектофунгицидам им. Я. В. Самойлова Наркомата тяжёлой промышленности (1934—1936). С 1936 года вплоть до смерти был организатором и заведующим лабораторией биохимической сушки зерна в Институте биохимии АН СССР. Проживал на улице Красина, 8 и Малой Бронной улице, 19/6.
Умер в 1945 году. Урна с прахом захоронена в колумбарии на Новодевичьем кладбище.

## Научная деятельность
Основная тематика трудов Смирнова — проблемы физиологии и биохимии растений. Изучал азотистый обмен у высших растений, в том числе исследовал пути синтеза амидов. Экспериментируя с табаком, изучал связь азотистого обмена с окислительными процессами и углеводным обменом, вопросы минерального питания растений и влияние минеральных веществ на ферментативные процессы и развитие растений. Доказал, что бор играет важную роль как регулятор роста табака. Выявил особенности состава и отличительные черты обменных процессов в листьях табака разного возраста. Создал теоретические принципы рациональной технологии процесса обработки табачного сырья; теоретически описал и посодействовал началу использования в промышленности так называемой «внесезонной ферментации табака». Работал также над проблемами, касающимися обоснования режимов термической сушки и вентилирования зерна, собранного комбайном. Для исследования газообмена зерна создал (вместе с С. Д. Чигиревым) высокочувствительный и точный респирометр, который впоследствии использовали во многих научных лабораториях Союза.

## Труды
- О факторах первичной обработки табачных листьев (доклад на Съезде табаковедов в мае месяце 1925 года в институте опытного табаководства) / А. И. Смирнов. — Краснодар: Глав. тип. Сев. Кав. краевого изд-ва «Севкавкнига», 1925. — 30 с.: табл. — (ВСНХ. Институт опытного табаководства в гор. Краснодаре; вып. 26).
- Влияние влажности воздуха на ферментацию табака и изменение процесса во времени: (Данные ко внесезонной ферментации). — Краснодар, 1927.
- К характеристике возраста табачных листьев / А. И. Смирнов и сотрудники. — Краснодар: Глав. тип. Кубполиграфа, 1928. — 60 с., [1] вклад. л. граф.
- Сушка желтых табаков / А. И. Смирнов, М. А. Дрбоглав. — Краснодар: тип. Кубполиграфа, 1929—1930. — 2 т.
- Бор, как регулятор роста табака, в связи с реакцией питательного раствора и источником азота. — Краснодар, 1930.
- Физиолого-биохимические основы обработки табачного сырья… / А. И. Смирнов. — Краснодар : Наркомснаб СССР. Всес. ин-т табачной пром-сти, 1933 (тип. им. А. А. Лиманского). — Обл., XIV, 507 с., 2 вкл. л. крас. ил.: ил. — (Табаковедение; Т. 3).
  - Физиолого-биохимические основы обработки табачного сырья. 2-е изд. — М., 1954.
- Справочные таблицы по биохимии табака. — М.; Л., 1940